# 1773-as teatörvény
Az 1773-as teatörvény (angolul: Tea Act) a Nagy-Britannia Egyesült Királyságának parlamentje által 1773. április 27-én hozott határozata, mely Anglia akkori tengeren túli gyarmatainak gazdaságát hátrányosan érintette. Ez, valamint a korábban önkényesen kivetett adóterhek felháborodást szültek, és utóbb ez vezetett a "bostoni teadélutánhoz".

## Előzményei
Anglia és az Észak-amerikai gyarmatok között hosszú ideig állt fenn az adózási probléma. Alapvető problémája a kérdésnek az volt, hogy Anglia az adóból származó bevételt elvárta, de mint gyarmat az adózók részére semmiféle képviseletet, jogi vagy politikai megnyilvánulási lehetőséget nem biztosított. Az amerikai gyarmatokon élőknek nem kívántak képviseletet biztosítani a törvényhozásban.

### Stamp Act
A hétéves háború után 18. század legnagyobb katonai konfliktusa volt Anglia lényegileg csődközeli állapotba jutott. III. György brit király és tanácsadói a kincstár anyagi megerősítése céljából a kolóniákat kívánta nagyobb mértékben megadóztatni. Éppen ezért 1765-ben a parlament elfogadta a Stamp Actet, melyben illetéket vetett ki az észak-amerikai gyarmatok kiadványaira, így a könyvekre és az újságokra. az adóztatás elve az volt, hogy ha brit hadsereg megvédte a kolóniákat a gyarmati hétéves háborúban, akkor ennek számláját a gyarmatok fizessék meg az anyaországnak. A telepesek viszont ellenvetésként éltek, hogy amennyiben adókat fizettetnek velük, akkor ezért cserébe képviseletet és jogokat kapjanak, mivel az anyaországnak csak úgy lenne joga adókat kivetni, ha képviseletet biztosítana számukra a törvényhozásban. Ez elől viszont az anyaországiak mereven elzárkóztak. A Stamp Act akkora felháborodást keltett a kolóniák lakossága körében, hogy a törvényt kénytelenek voltak egy év után visszavonni.

### A Townshend-törvények
A Stamp Act bukása után sem tett le az angol kormányzat arról, hogy minél nagyobb adót szedjen be a gyarmatokról ezért 1767-ben, Charles Townshend birodalmi pénzügyminiszter előterjesztésére a parlament elfogadta a Townshend-törvényeket. Ez külön adót vetett ki a papírra, festékre, ólomra, üvegre, és a teára, valamint előírta, hogy új terméket nem lehet a gyarmatokon gyártani, hanem mindent angol forrásból kell megvásárolni. Bár ez a szabály is rövid időn belül megbukott, mivel 1770-ben vissza kellett vonni, de a tea adóját - mely kedvelt élvezeti cikk volt - nem vonták vissza. A tea adója viszont több kárt okozott az angol gazdaságnak, mint hasznot, ugyanis a gyarmatok lakossága inkább megvásárolta a drágább és rosszabb minőségű - csempészett - holland teát, mint az angolt. 1770-es évek elején a csempészett tea mennyisége már 410 tonnára rúgott, a hivatalosan behozott, s nem egyszer a kereskedőkön maradt 255 tonnával szemben.

## Tea Act

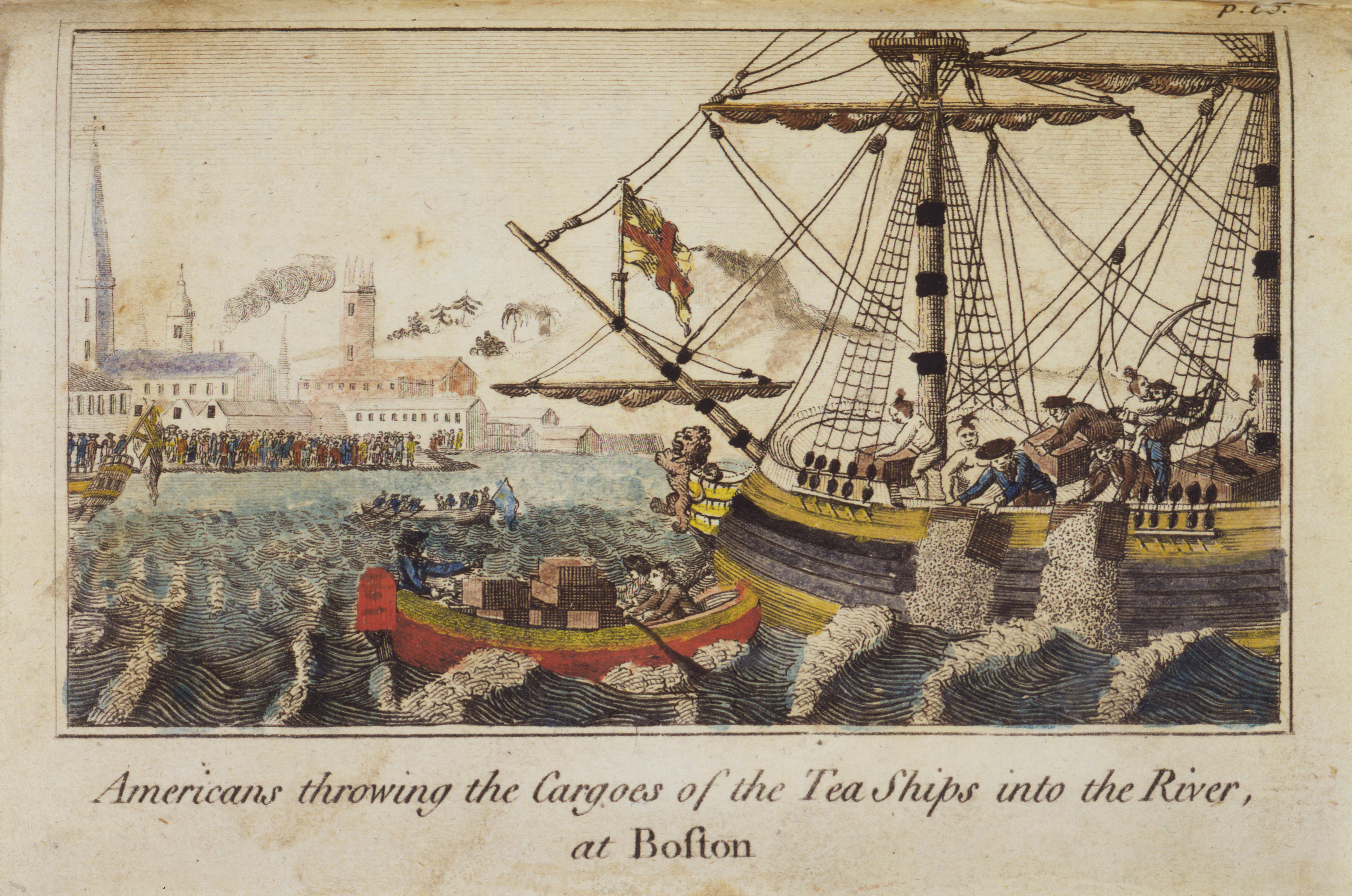
A Tea-törvény hatása: a Boston-i teadélután

Lord North III. György brit király miniszterelnöke 1772-73-ban javítani kívánta a Brit Kelet-indiai Társaság anyagi helyzetét. A bevételekre nagy szüksége volt a Társaságnak, ugyanis az indiai éhínség és az európai piac relatív gyengesége miatt csődközeli helyzetbe jutott. Ezért módosított a teakereskedelem mechanizmusán: addig ugyanis az Indiából érkező élvezeti cikket Londonban kötelezően aukcióra bocsátották, a közvetítők pedig saját hasznuk érdekében tovább emelték a tea árát. Az 1773. április 27-én elfogadott Tea Act viszont lehetővé tette, hogy a Brit Kelet-indiai Társaság közvetlenül forgalmazhassa a gyarmatokra a teát. Ez a módosítás elvileg még a gyarmatok lakosságának is jó lett volna, hiszen ez által a tea ára olyan szinten csökkent, hogy versenyképes lett a holland csempészekkel szemben is. Ezzel a brit kereskedők olcsóbban árulhatták a teát, mint a helyi kereskedők.
Abban, hogy ez a "rebellis gyarmatoknak" is megfelelő lesz csalódnia kellett Lord Northnak. Ugyanis a teaadó csak egy része volt a sérelmeknek. Nyugodtan mondható, hogy a teaadó elvi kérdés volt, a Brit Kelet-indiai Társaság privilegizálása, illetve egyes helyi tisztviselők – például Thomas Hutchinson massachusettsi kormányzó – részesedése a kereskedelemből pedig még inkább felbőszítette a gyarmati lakosságot. A gyarmatok lakossága inkább fogyasztotta a drágább, csempészett teát, s bojkottot hirdettek a Brit Kelet-indiai Társaság árui iránt. 1773 során például Philadelphia és New York előtt is visszafordították az angol hajókat, Charlestonban pedig utóbb a kikötőben rohadt el az értékes rakomány.
Mindezen események, valamint a korábbi 1770-es bostoni sortűz vezettek a Bostoni teadélutánnak nevezett eseményhez, amely az Amerikai függetlenségi háború kezdete lett.

## Fordítás
Ez a szócikk részben vagy egészben  a   Tea Act című angol Wikipédia-szócikk fordításán alapul.  Az eredeti cikk szerkesztőit annak laptörténete sorolja fel. Ez a jelzés csupán a megfogalmazás eredetét és a szerzői jogokat jelzi, nem szolgál a cikkben szereplő információk forrásmegjelöléseként.